# CR Belouizdad
Chabab Riadhi de Belouizdad (arabă الشباب الرياضي لبلوزداد) (CR Belouizdad) este un club algerian de fotbal din Mohamed Belouizdad, un district din Alger. A fost fondat în 1962. Stadionul pe care își joacă meciurile de acasă este Stade 20 Août 1955.

## Palmares
- Championnat National Algeria:  9

1965, 1966, 1970, 1971, 2000, 2001, 2020, 2021, 2022
- Cupa Algeriei: 6

1966, 1969, 1970, 1978, 1995, 2009
- Supercupa Algeriei: 1

2000
- Cupa Campionilor Maghrebului: 3

1970, 1971, 1972

## Performanțe în competițiile CAF
- Liga Campionilor CAF:

2001 - faza grupelor
2002 - prima rundă
- Cupa Campionilor Africii: 1 apariție

1970: prima rundă
- Cupa Confederațiilor CAF: 1 apariție

2004 - prima rundă
- Cupa Cupelor CAF: 2 apariții

1979 - sferturi
1996 - semifinala